# Tachytrechus giganteus
Tachytrechus giganteus är en tvåvingeart som först beskrevs av Brooks 2002.  Tachytrechus giganteus ingår i släktet Tachytrechus och familjen styltflugor.
Artens utbredningsområde är Colombia. Inga underarter finns listade i Catalogue of Life.